# キーフォーヴァー委員会

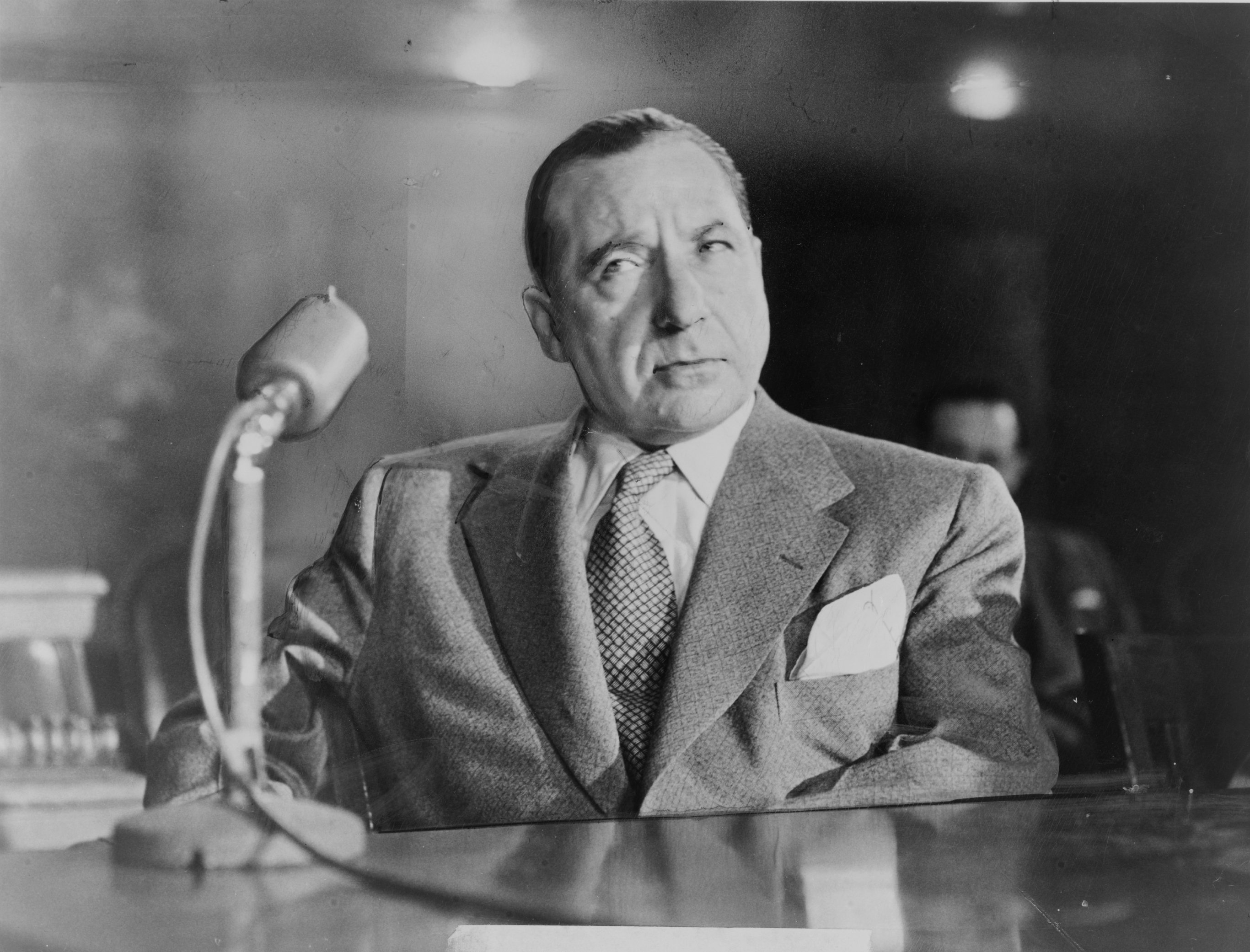
キーフォーヴァー委員会で証言するフランク・コステロ

州間通商における組織犯罪に関する上院特別委員会（The United States Senate Special Committee to Investigate Crime in Interstate Commerce）、委員長のエステス・キーフォーヴァーに由来して通称キーフォーヴァー委員会（キーフォーヴァーいいんかい、Kefauver Committee）は、1950年から1951年にかけて開かれたアメリカ合衆国の州境を越える組織犯罪を調査した米国上院の特別委員会。アメリカ国内で活動するマフィアを対象としたものであり、裏社会での最高権力を有するボスを指す「カポ・ディ・トゥッティ・カピ（capo di tutti i capi）」という用語は、この委員会によってアメリカ国民に知られ用いられるようになった。

## 委員会の設立経緯
アメリカ国内における組織犯罪については、1949年に複数の主要な新聞や雑誌にて多数報じられた内容であった。主要都市や州における犯罪対策委員会は、犯罪組織による政治への介入や多くの腐敗があることを明らかにしていた。このため多くの都市や州は連邦政府の援助を求めたが、連邦法はそうした場合の政府の介入をほとんど認めていなかった。多くの都市や州は特に犯罪組織が州間通商に介入した場合や、労働者に対する脅迫によってアメリカの経済を人質にとれることを懸念していた。
1950年1月5日、エステス・キーフォーヴァー上院議員（民主党・テネシー州選出）は、上院の司法委員会において州間通商における組織犯罪の暗躍を調査できる決議案を提出した。しかし、州間および外国通商に関する上院委員会（現在の商業・科学・交通委員会）がこの問題に対する管轄権を主張したため、妥協案として5人の上院議員からなる特別委員会設置の決議案が採択され、そのメンバーは司法委員会と商務委員会から選出されることが決まった。この議員決議を巡っては党派争いが強く、賛否は均衡した。1950年5月3日、アルバン・W・バークリー副大統領（上院議長）が議長決裁を行い、特別委員会の開催が議決された。

## 公聴会の実施と成果
バークリーは上院議長として委員会のメンバーを選ぶ権限を与えられ、以下の人選を行った。
- ハーバート・オコナー（メリーランド州）
- レスター・C・ハント（ワイオミング州）
- アレクサンダー・ワイリー（ウィスコンシン州）
- チャールズ・W・トビー（ニューハンプシャー州）

キーフォーヴァー委員会は全米14の主要都市で公聴会を開き、600人以上の証人が証言を行った。この公聴会の多くは全国にライブでテレビ放映され、国民の多くが国内における組織犯罪の影響を垣間見ることになった。委員会で証言を行った悪名高い人物としては、トニー・アッカルド、ルイス・カンパーニャ、ミッキー・コーエン、ウィリー・モレッティ、フランク・コステロ、ジェイク・グージック、マイヤー・ランスキー、ポール・リッカ、ヴァージニア・ヒル（ジョー・アドニス及びベンジャミン・シーゲルの愛人）、また、元警官でアイリッシュマフィアのボスであるイーノック・L・ジョンソンも呼ばれた。
キーフォーヴァー委員会における公聴会の多くは、強い同族意識を持つシチリアやイタリア系の犯罪組織（マフィア、コーサ・ノストラ）が、アメリカ国内で大規模な組織犯罪の中心的役割を果たしていることを証明することが目的であったが、この達成には至らなかった。一方で、イタリア系に限らない国籍や民族あるいは宗教といった繋がりで集まった犯罪組織が各地域ごとにあり、彼らによって緩やかに統制された犯罪シンジケートが運営されていた実態を明らかにした。1951年4月17日に提出された委員会の最終報告には、連邦政府に対して22の勧告と、州及び地方当局に対する7つの勧告が含まれていた。
報告書に書かれた推奨事項は以下の通り。
- 司法省内で「犯罪対策チーム（racket squad）」の設置
- 連邦レベルでの常設の犯罪対策委員会の設置
- 州を跨ぐ組織犯罪に対する司法委員会の管轄権の拡大
- 連邦政府による犯罪社会学の研究
- ラジオ、テレビ、通信、電話による賭博の禁止
- 州および地方の犯罪対策委員会の設置
- 司法省から要請されている組織犯罪の長と疑われる33人に対する個別調査、及び起訴

委員会の働きによっていくつかの重要な成果がもたらされた。最も注目されたのは、ジョン・エドガー・フーヴァー率いる連邦捜査局（FBI）が、全国規模の犯罪シンジケートの存在に対してほぼ何もしていないことであった。また全国的な賭博合法化の動きの影には犯罪組織が関与していたことも明らかとなり、数年間はこうした動きは凍結され、委員会の勧告にしたがった州や地方自治体で70を超える犯罪対策委員会が設立された。キーフォーヴァー委員会は民法を改正し、連邦政府による組織犯罪対策を可能とすることも最初に提案した。これは最終的に1970年のRICO法（Racketeer Influenced and Corrupt Organizations Act）の成立に至った。

## 委員長
当初、キーフォーヴァーが委員長を務めた。1951年4月30日にキーフォーヴァーが委員長を辞任すると、後任にオコナーが就任し、委員会が閉じられた1951年9月1日まで同職を務めた。
キーフォーヴァーの名は全国に知られることになり、1952年と1956年の大統領選挙に立候補することを可能にした（結果として適わなかったが、1956年大統領選挙においては副大統領候補に指名されている）。

## 社会への文化的影響
公聴会のテレビ放送は世間の大きな関心を集め、地方自治体の腐敗と組織犯罪問題について幅広い聴衆を啓発した。アメリカ国内の推定3000万人が1951年3月にライブ放送を視聴し、当時の人口の72％にあたる国民達は委員会の活動をよく知っていた。こうした放送の大成功は、司法機関による犯罪組織の解体を扱う実録犯罪映画製作の流れにつながった。最も初期のものとしては1952年の『The Captive City』があり、監督のロバート・ワイズはワシントンに赴いてキーフォーヴァーの協力を仰ぎ、同作ではプロローグとエピローグにキーフォーヴァー自身が登場して組織犯罪問題について警鐘を鳴らした。他に公聴会に触発された映画として注目されるものとしては『Hoodlum Empire』（1952年）や『The Turning Point』（1952年）がある。
1974年の映画『ゴッドファーザー PART II』では、キーフォーヴァー委員会が元ネタとなった架空の公聴会が作中の重要な舞台となる。